# Barend Joseph Stokvis

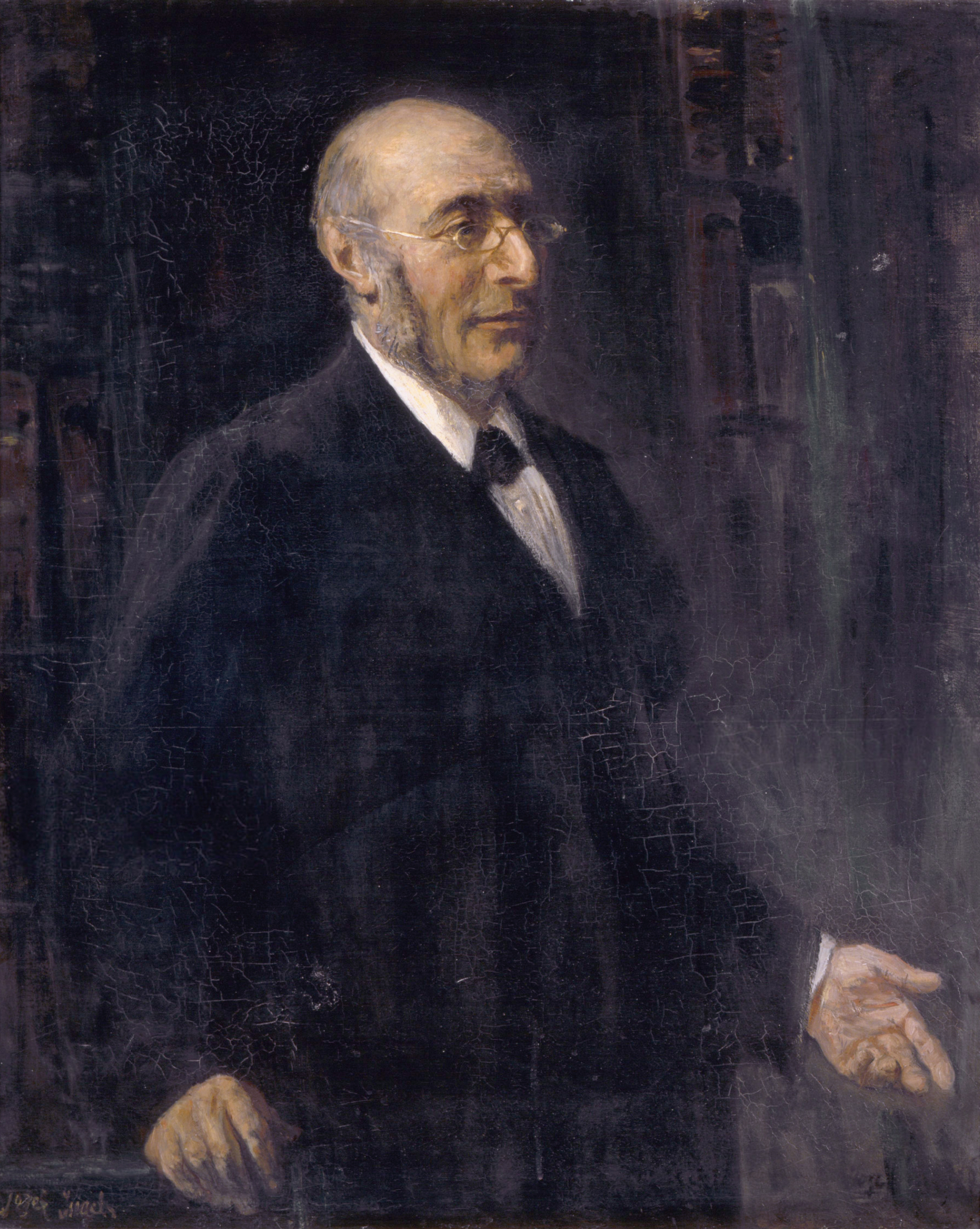
B.J. Stokvis door Jozef Israëls (1899)

Barend Joseph Stokvis (Amsterdam, 16 augustus 1834 – aldaar, 29 september 1902) was een Nederlandse arts en hoogleraar in de fysiologie en pathologie. Onder het pseudoniem van dr. S. de Jonge schreef Stokvis ook gedichten.

## Achtergrond
Hij werd geboren binnen het gezin van arts Joseph Barend Stokvis en Rachel Wittering. Zelf huwde hij Julia Elisabeth Wertheim (1836-1902). Het stel kreeg twee kinderen, Rachel Stokvis en Carel Samuel Stokvis.

## Werk
Hij volgde van 1843-1850 een opleiding aan de Latijnse school en promoveerde op tweeëntwintigjarige leeftijd in de geneeskunde op het proefschrift De suikervorming in de lever in verband met de suikerafscheiding bij Diabetes mellitus.
Na een wetenschappelijke reis naar Rome en Wenen publiceerde Stokvis twee verhandelingen, Over de glycogene stof in de lever en Bijdragen tot de fysiologie van het acidum uricum; hij werkte nu verder als geneeskundige en als onderzoeker op het gebied van de fysiologie en pathologie en publiceerde artikelen in het Nederlands Tijdschrift voor Geneeskunde. In  1874 werd Stokvis benoemd tot hoogleraar in de Algemene Ziektekunde en Klinische Geneeskunde te Amsterdam. Zijn inaugurele rede had als titel De eenheid der fysiologie en der pathologie in haar betekenis voor de beoefening der beide wetenschappen geschetst. Stokvis gaf een reeks voordrachten over de homeopathie en publiceerde een omvangrijk werk over de geneesmiddelleer.

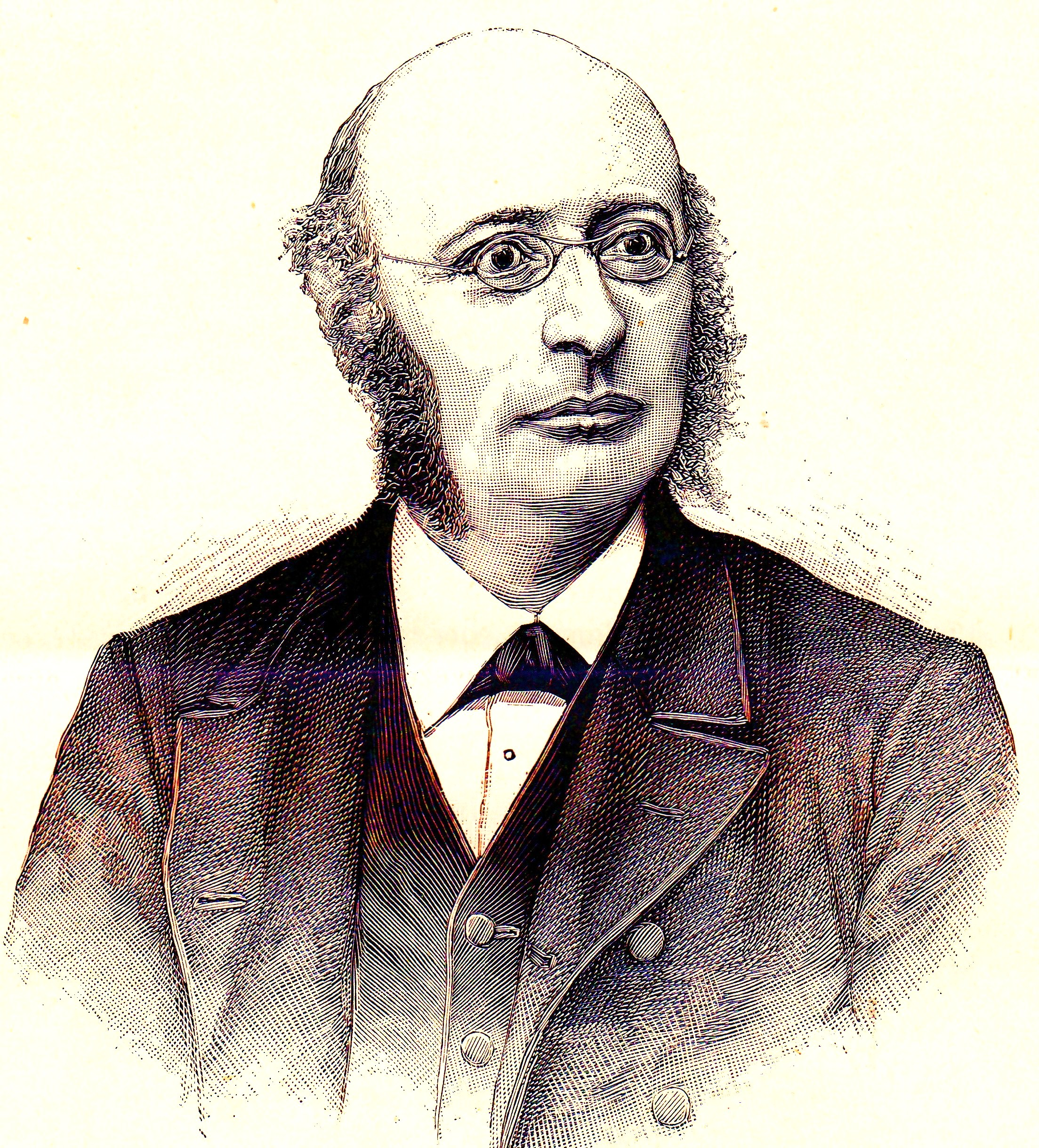
Barend Joseph Stokvis (1893)

In 1887 werd het eerste Nederlandse Natuur- en geneeskundig congres gehouden; Stokvis was hiervan de algemene voorzitter. In 1883 vond het Internationale Koloniale Geneeskundig congres te Amsterdam plaats, waarbij Stokvis president en hoofd van het Comité van organisatie was; tijdens het congres was hij de algemene voorzitter. Hij vertegenwoordigde de Nederlandse universiteiten tijdens het 300-jarig jubileum van de Universiteit van Edinburgh in 1884 en werd benoemd tot doctor honoris causa aan deze universiteit, in casu tot "doctor of law and literature".

## Commissies en onderscheidingen
Stokvis vertegenwoordigde Nederland in 1894 op het internationale geneeskundige congres te Rome. Hij was onder meer voorzitter van het Nederlands Israëlitisch Armbestuur, lid en kort vicevoorzitter van de plaatselijke schoolcommissie, voorzitter van de Amsterdamse Vereniging voor Gezondheids- en Vakantiekolonies, voorzitter van het bestuur van de Toneelschool, lid van de Koninklijke Nederlandse Akademie van Wetenschappen, corresponderend lid van de Deutsche Gesellschaft für innere Medizin te Berlijn, erelid van de Société royale des sciences naturelles et médicinales te Brussel, erelid van de Société endémiologique en lid van de Endemological Society.

## Onderscheidingen
- Ridder in de Orde van de Nederlandse Leeuw
- Officier in de Orde van de Eikenkroon
- Ridder in de Christus-orde van Portugal.

## Volledig oeuvre
- 1856. Over suikervorming in de lever in verband met de suikeruitscheiding bij Diabetes Mellitus. Dissertatie.
- 1857. Bijdrage tot de kennis van het glycogen. Nederlandsch Tijdschrift voor Geneeskunde.
- 1857. Ueber Zuckerbildung in der Leber. Wiener medizinische Wochenschrift.
- 1859. Bijdrage tot de kennis van het acid. uricum. Nederlandsch Tijdschrift voor Geneeskunde.
- 1859. Over de oorzaak de uraemische verschijnselen. Nederlandsch Tijdschrift voor Geneeskunde.
- 1861. Over de invloed van benzoëzuur-gebruik op suiker en ureum-uitscheidung by diabetes mellitus. Nederlandsch Tijdschrift voor Geneeskunde.
- 1862. Bijdrage tot de kennis der albuminurie. Nederlandsch Tijdschrift voor Geneeskunde.
- 1864. Over serum- en hoender-eiwit in verband tot het dierlijk organisme. Nederlandsch Tijdschrift voor Geneeskunde.
- 1866. Infectie-praeven met cholera-excrementen. Nederlandsch Tijdschrift voor Geneeskunde.
- 1866. L'Art médical. Paris
- 1867. Recherches expérimentales sur les conditions pathogéniques de l'albuminurie. Prijsverhandeling voor  de Belgische Académie de Médecine.
- 1867. Over de sterfte aan cholera, aan croup, enz by de Israëlitische gemeente te Amsterdam. Nederlandsch Tijdschrift voor Geneeskunde.
- 1867. Over de eerste na den cholera-aanval geloosde urine.  Nederlandsch Tijdschrift voor Geneeskunde.
- 1867. Recherches expérimentales sur les conditions pathogéniques de l’albuminurie. Journal de médecine, de chirurgie et de pharmacologie, Bruxelles.
- 1869. Over de sterfte aan croup bij de Nederlandse-Israëlitische Gemeente te Amsterdam.
- 1869. Twee gevallen van vergiftiging met Herba belladonna. Nederlandsch Tijdschrift voor Geneeskunde.
- 1869. [Virchows] Archiv für pathologische Anatomie und Physiologie und für klinische Medizin. Berlin.
- 1869. Over de Glycose Stof in de Lever. Bijdragen tot de Physiologie van het Acidum Uricum.
- 1870. Over indigan-kleurstoffen. Maandblad voor Natuur-Wetenschappen (In: Werken van het Genootschap ter Bevordering der Natuur-, Genees- en Heelkunde te Amsterdam), Amsterdam.
- 1872. Over galkleurstoffen, hare oxidatie-producten enz. Maandblad voor Natuur-Wetenschappen (In: Werken van het Genootschap ter Bevordering der Natuur-, Genees- en Heelkunde te Amsterdam), Amsterdam.
- 1874. De eenheid de physiologie en pathologie. Inaugural address at the Athenaeum illustre; Amsterdam.
- 1875. Over phosphorzuur-uitscheiding by artritis.  Nederlandsch Tijdschrift voor Geneeskunde.
- 1879. Over bloedkleurstoffen. Maandblad voor Natuur-Wetenschappen (In: Werken van het Genootschap ter Bevordering der Natuur-, Genees- en Heelkunde te Amsterdam), Amsterdam.
- 1879. Over den invloed van nier-aandoeningen op de vorming van hippuurzuur. Archiv für experimentelle Patholgie und Pharmakologie, Leipzig.
- 1879. Sur l’excrétion de l’acide phosphorique dans la phthisie pulmonaire. Compte rendu du Congrés international médical d’Amsterdam.
- 1880. Redevoering ter herdenking van den 200jarigen sterfdag van Jan Swammerdam. Uitgegeven door het Genootschap ter Bevordering der Natuur-, Genees- en Heelkunde te Amsterdam.
- 1880. Over het ontstaan der harttoonen. Nederlandsch Tijdschrift voor Geneeskunde.
- 1882. Over de oorzaak der troebling by koortsen van lichtziende of neutrale urine. Nederlandsch Tijdschrift voor Geneeskunde.
- 1882. Levensbericht van Jan van Geuns. Jaarboek der koninklijke Academie v. Wetenschappen.
- 1883. Discours d'ouverture (historische studie over Jacob de Bondt en Willem Piso).
- 1884. Over de splitsing van hippuurzuur in het dierlyk organisme. Archiv für experimentelle Patholgie und Pharmakologie, Leipzig.
- 1884. La médecine coloniale et les médecins hollandais du 17e siècle. Compte rendu du Congrès international d’hygiène. Den Haag.
- 1884. Sur le rôle des microbes dans la production des maladies infectieuses. Compte rendu du Congrès internat. d'hygiène. Den Haag.
- 1885. Over pneumonia cerebralis. Nederlandsch Tijdschrift voor Geneeskunde.
- 1885. Klinische les over diabetes mellitus. Nederlandsch Tijdschrift voor Geneeskunde.
- 1886. Over den Oorzaak van de vergiftige werking der chlorzure zouten. Proces-Verb. koninklijke Academie van Wetenschappen.
- 1887. Voordrachten over Homoeopathie. Haarlem.
- 1887. Nationalität en Natuurwetenschap. Haarlem.
- 1888. Over de werking van eenige stoffen uit de Digitalisgroep op het geïsoleerde kikvorschhaart bij verschillende temperaturen.Donder’s Festbundel. Amsterdam.
- 1888. Voordrachten over homoeopathie, gehouden aan de Amsterdamsche Universiteit. Haarlem.
- 1889. Oude en nieuwe cardiotomea. Nederlandsch Tijdschrift voor Geneeskunde.
- 1889. Over twee zeldzame kleurstoffen in de urine (Resorcinblau und Haematoporphyrine). Nederlandsch Tijdschrift voor Geneeskunde.
- 1890. Ueber vergleichende Rassen-Pathologie und die Widerstandsfähigkeit des Europäers in den Tropen. Berlin.
- 1892. 1692 en 1792, twee bladzijden uit de geschiedenis van het genees- en natuurkundig onderwijs in Amsterdam. Nederlands Tijdschrift voor Geneeskunde.
- 1892. Voortrachten over Geneesmiddelleer. Haarlem.
- 1892. Ueber den gegenseitigen Antagonismus von Giften und Heilmitteln. Virchows Jubelband.
- 1894. De invloed van tropische gewesten op den mensch en verband met colonisatie en gezondheit. Haarlem.
- 1894. La chimie dans ses rapports avec la pharmacothérapie et la matière médicale. Conferernce lue au Congrès international médical de Rome.
- 1896. La colonisation et l’hygiène tropicale. Institut Colonial International, Paris.
- 1896. Voordrachten over Geneesmiddelenleer. Vier delen in drie volumes. Haarlem.
- 1896. Leçons de pharmacothérapie. Twee volumes. De Erven. Haarlem.
- 1809. Über den gegenseitigen Antagonismus von giften und Heilmitteln. Virchow’s Jubelband.
- 1905. Leçons de pharmacothérapie, traduction de de Buehr et de Mon. Franse editie. Drie delen. Parijs.
- 1907.   Stokvis, B.J. et al (eds)  Opuscula Selecta Neerlandicorum de Arte Medica. Fasciculus Primus quem Curatores Miscellaneorum quae vocantur. Nederlands Tijdschrift voor Geneeskunde.